# Sophia (Byzantijns keizerin)
Aelia Sophia (ca. 530 - Constantinopel, na 601) was de vrouw van keizer Justinus II, die het Byzantijnse Rijk van 565 tot 578 regeerde.
Kort na de troonopvolging door Justinus II gaf zij, naar verluidt, in 566 opdracht tot de moord op Justinus, de voornaamste rivaal van haar man voor de troonopvolging.